# Lichtenburg
Lichtenburg este un oraș din Africa de Sud.